# Colloquy
Colloquy ist ein IRC- und SILC-Client für macOS. Colloquy unterstützt mit Hilfe von XSLT einstellbare Nachrichtenlayouts und verwendet Apples WebKit-Renderer, der auf KHTML basiert.

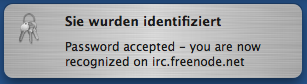
Growl-Meldung beim Einloggen

Colloquy lässt sich per AppleScript steuern und bietet die Möglichkeit für Plug-ins. Außerdem wird das Benachrichtigungssystem Growl unterstützt.
Colloquy ist ein recht weit verbreiteter IRC-Client, weil er gut an das Look-and-feel von Mac OS X angepasst wurde.
Nachdem das Programm seit 2014 mehrere Jahre lang nicht mehr gepflegt worden war, wurde die weitere Entwicklung auf GitHub wieder aufgenommen. Im Sommer 2022 gab es dort zwei Prereleases.